# Longueville (Pas-de-Calais)
Longueville is een gemeente in het Franse departement Pas-de-Calais (regio Hauts-de-France) en telt 142 inwoners (2004). De plaats maakt deel uit van het arrondissement Boulogne-sur-Mer.

## Geografie
De oppervlakte van Longueville bedraagt 3,5 km², de bevolkingsdichtheid is 40,6 inwoners per km².
De onderstaande kaart toont de ligging van Longueville (Pas-de-Calais) met de belangrijkste infrastructuur en aangrenzende gemeenten.

## Demografie
Onderstaande figuur toont het verloop van het inwonertal (bron: INSEE-tellingen).